# 沐昂
沐昂（1378年—1445年），字景高，明朝开国大将沐英幼子，沐春、沐晟弟，河南定遠（今安徽）人，明朝武官。

## 生平
其最初为府軍左衛指揮僉事。明成祖朱棣命沐晟南征时，提升沐昂为都指揮同知，统领雲南都司，累任至右都督。正统四年（1439年），因沐晟病亡后，沐昂继承帅印，继续攻打思任發叛乱，后协助兵部尚書王驥等攻打叛乱。正统十年，沐昂死于云南，为定边伯，谥武襄。

## 子
- 沐仲
- 沐僖
  - 沐璘
  - 沐瓛
  - 沐瓒
    - 沐诚
      - 沐昆（黔国庄襄公）

    - 沐谦
    - 沐详
      - 沐崧
      - 沐岳

    - 沐谏

  - 沐琬
    - 沐询
    - 沐谅